# OmniROM

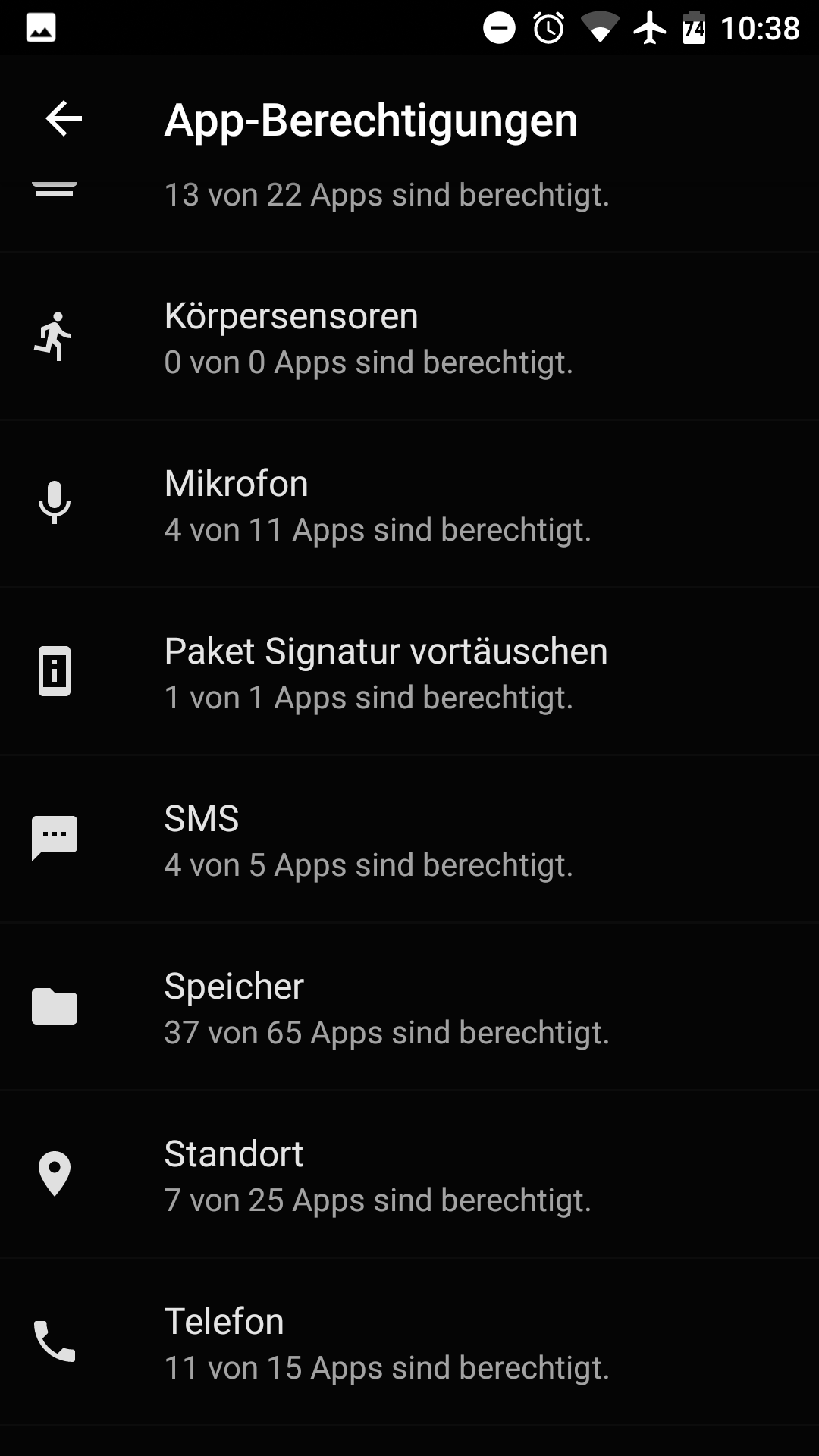
App-Berechtigungs-Einstellungen

OmniROM ist ein auf Android basierendes Open-Source-Betriebssystem (Custom-ROM) für Smartphones, Phablets und Tabletcomputer.

## Geschichte
Nachdem der Gründer von CyanogenMod 2013 mit der Firma CyanogenMod Inc die Kommerzialisierung gestartet hatte, wandten sich mehrere Entwickler ab. Einige davon (darunter Chainfire, XplodedWild und Dees_Troy, die auch die SuperSU-App, die Focal Camera-App und führend TWRP Custom Recovery entwickeln) starteten unter der Führung von Guillaume Lesniak alias Xplodwild ein neues Projekt. Am 16. Oktober 2013 wurde OmniROM auf dem Big Android BBQ 2013 angekündigt. Im Juni 2015 begann das Projekt mit der Veröffentlichung von nightly builds auf Basis von Android 5.1.1 und setzte diese Arbeit über die Folgejahre kontinuierlich fort. Am 31. Dezember 2017 wurden die ersten builds auf Basis von Android 8.1 veröffentlicht.
Die Entwickler haben am 26. März 2020 über ihren Blog bekannt gegeben, wöchentlich Builds zu veröffentlichen, bei denen die freie Nachbildung microG als Alternative für die proprietären Google-Bibliotheken integriert ist.

## Besonderheiten
OmniROM bietet eine Reihe von Anpassungsmöglichkeiten wie OmniSwitch und den Multi-Window-Modus OpenDelta. Das Projekt veröffentlicht wöchentlich stabile Nightly Builds. Durch die Unterstützung von Signatur Spoofing ist es möglich, microG zu verwenden. Einfache Einschränkungen der App-Berechtigungenen sind möglich.
Im Juni 2020 gaben die Entwickler über ihren Blog bekannt, dass sie ehemalige System-Apps wie Browser (Chromium), Taschenrechner (Calculator) nicht mehr in das System integrieren, sondern über einen eigenen App-Store zur Verfügung stellen. Dies hat den Vorteil, dass die Apps unabhängig vom System aktualisiert werden können und die Downloadgröße reduziert wird.